# Mierzawa (Sainte-Croix)
Pour les articles homonymes, voir Mierzawa.
Mierzawa est une localité polonaise de la gmina de Wodzisław, située dans le powiat de Jędrzejów en voïvodie de Sainte-Croix.